# Miejski Zakład Komunikacji w Puławach

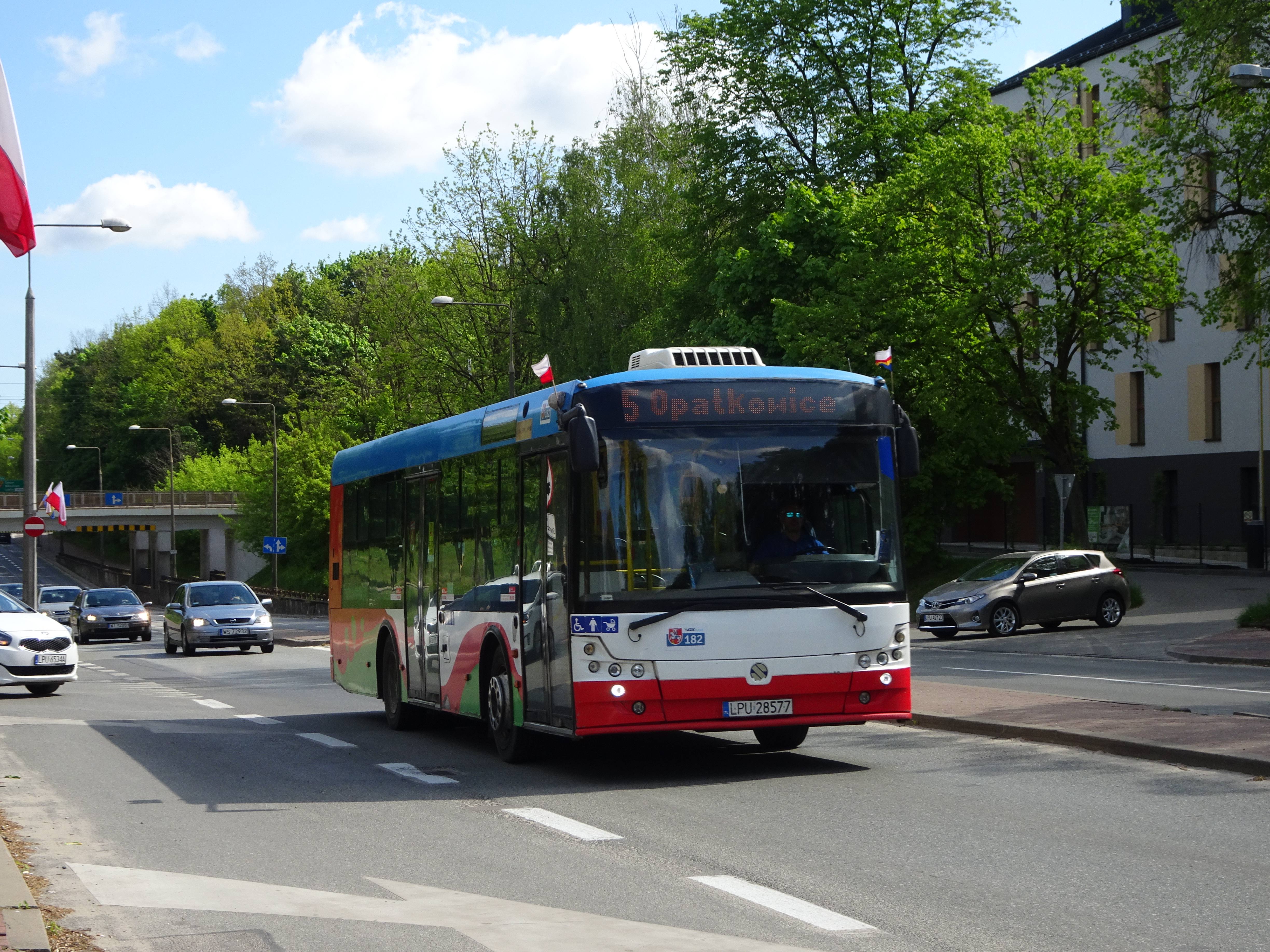
Solbus Solcity 10 jako linia 5 do Opatkowic, na ulicy Partyzantów

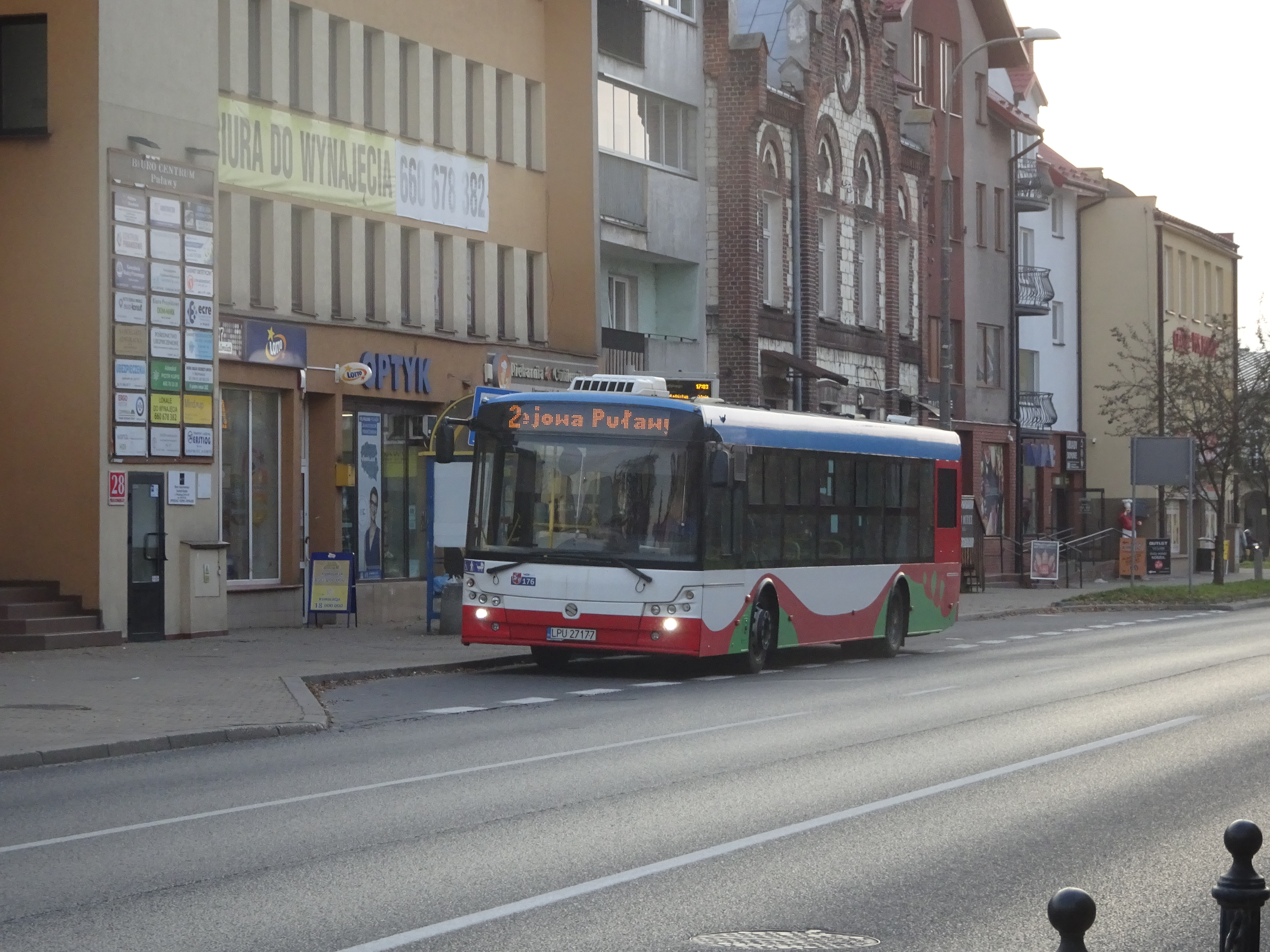
Linia 2 na ulicy Piłsudskiego

Miejski Zakład Komunikacji w Puławach – przewoźnik obsługujący komunikację miejską na terenie Puław i sąsiednich miejscowości.

## Historia
Uruchomienie w Puławach w latach 60. XX wieku Zakładów Azotowych narzuciło konieczność organizacji dojazdu do pracy dla licznej grupy pracowników tego przedsiębiorstwa. W początkowym okresie pracowników dowoziły specjalne miejskie autobusy PKS oznakowane napisem M1. Zaczęto je nazywać potocznie od tego oznakowania emkami (rzeczownik rodzaju żeńskiego) i określenie to, będące regionalizmem, jest do dziś bardzo silnie zakorzenione wśród mieszkańców miasta.
Typowa komunikacja miejska została uroczyście uruchomiona 1 maja 1974 pod nazwą "Zakład Komunikacji Miejskiej". Był to wówczas dział Powiatowego Przedsiębiorstwa Gospodarki Komunalnej. W początkowym okresie po Puławach kursowały trzy linie, łączące poszczególne części Puław: linia 1: Zakłady Azotowe – Włostowice, linia 2: Zakłady Azotowe – Dworzec Towarowy PKP, linia 3: Zakłady Azotowe – Dworzec PKP Puławy Miasto. Trasy tych linii uległy nieznacznym zmianom. Pod koniec 2009 roku linia nr 1 w kierunku Włostowic kursuje dodatkowo ul. Czartoryskich i Królewską. W tym samym czasie linia nr 2 zastąpiła linię nr 10 i została skierowana do Chrząchowa. Linia nr 3 w obu kierunkach kursuje po wydłużonej trasie ulicami Wojska Polskiego i Partyzantów. W dalszej kolejności w 1975 roku uruchomiono linię 4 łączącą Zakłady Azotowe z Wólką Profecką. Początkowo jej trasa była skrócona do Oczyszczalni.
Kolejnym rozszerzeniem było uruchomienie trzech linii podmiejskich w 1977: linia 5: Michałówka – Bronowice, linia 6: Zakłady Azotowe – Końskowola / Młynki, linia 7: Zakłady Azotowe – Góra Puławska. Trzy kolejne linie: linia 8: Wólka Profecka – Działki, linia 9: Wólka Profecka – Wróblewskiego, linia 10: Włostowice – Końskowola, wydłużona następnie do Witowic; uruchomiono je w 1983 roku. W 1986 miasto miało 16 linii komunikacyjnych, które zapewniały komunikację z sąsiednimi miejscowościami.

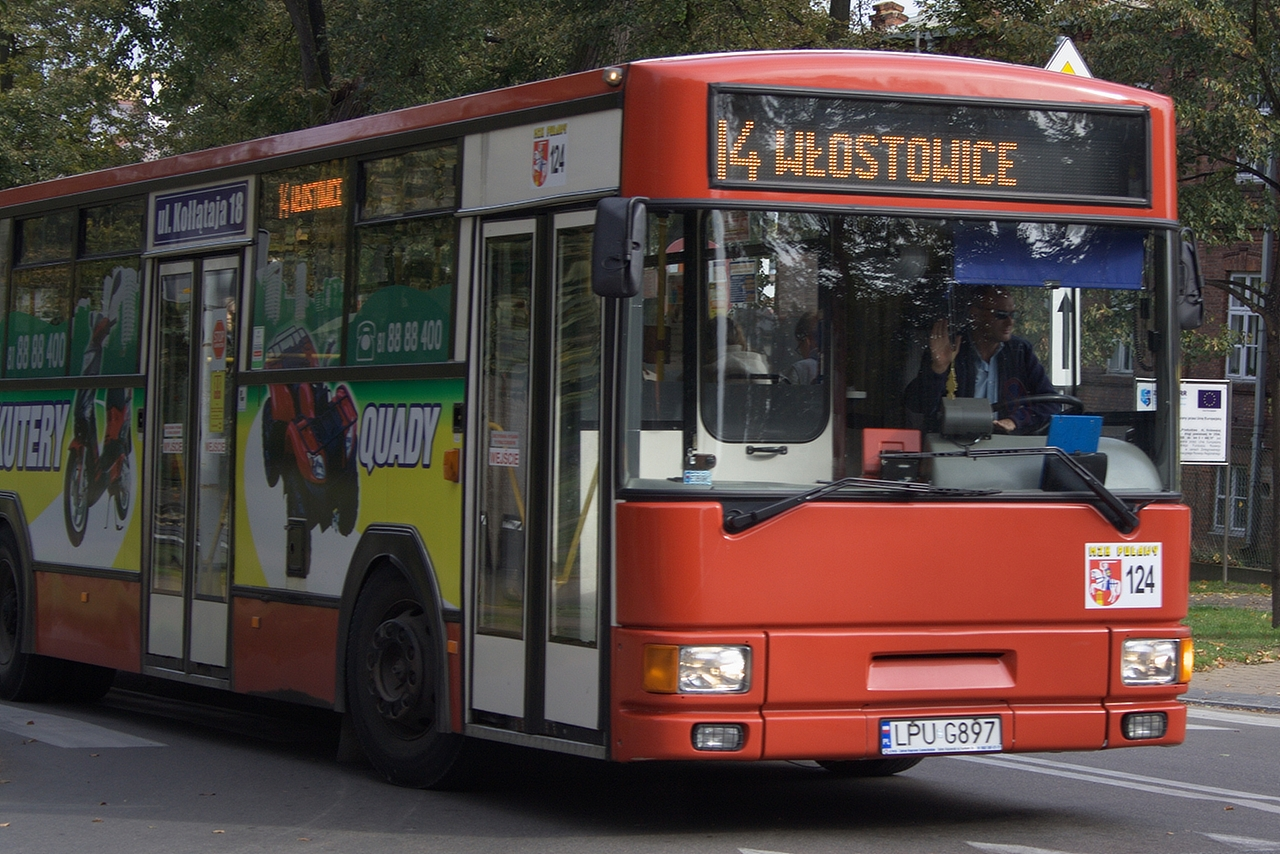
Autobus MZK Puławy

Pod koniec lat 80. funkcjonowały okresowo dwie linie: 8 (ZA br. nr 3, Dęblińska, Piaskowa, Lubelska, Słowackiego, Partyzantów, Wróblewskiego, Centralna, Piaskowa, Dęblińska, ZA br. nr 3) i 9 (Dęblińska, Piaskowa, Piłsudskiego, Skłodowskiej, Partyzantów, Słowackiego, Lubelska, Królewska, Czartoryskich, Piaskowa, Dęblińska). Obie linie wycofano z uwagi na małą liczbę pasażerów.
W marcu 1991 podjęto szereg ograniczeń w funkcjonowaniu komunikacji. Niektóre kursy wieczorne w dni robocze wycofano dla linii: 2, 11, 15, 16, 16A, 17. Linie 1A i 14 realizowały swoje zadania komunikacyjne tylko w godzinach szczytów przewozowych. Linia 12 utraciła część kursów wieczornych zarówno w dni robocze i wolne.
W historii puławskiej komunikacji nie istniała nigdy linia o numerze 13, nie kursowały też linie nocne (nieudana próba uruchomienia nocnej linii autobusowej miała miejsce w 1992 roku i z powodu niskiej frekwencji linia została po kilku miesiącach zlikwidowana). Istniała także linia "0", którą uruchomiono w 1993 roku poza godzinami szczytu na trasie osiedle Niwa – Kołłątaja, skierowano ją później do Ogródków działkowych "Kępa". Została potem przekształcona w linię nr 8.

## Stan obecny
Obecnie funkcjonuje 35 linii o następujących trasach:
- 1 Włostowice – Zakłady Azotowe "Puławy" Dyrekcja
- 2 Chrząchów – Zakłady Azotowe "Puławy" Dyrekcja
- 3 Nadleśnictwo "Puławy" – Zakłady Azotowe "Puławy" Brama Nr. 3
- 4 Zakłady Azotowe "Puławy" Brama Nr 3 – Zakłady Azotowe "Puławy" Dyrekcja
- 5 Michałówka – Opatkowice
- 6 Młynki – Zakłady Azotowe "Puławy" Dyrekcja
- 7 Adamówka (Góra Puławska) – Zakłady Azotowe "Puławy" Dyrekcja
- 8 Grota Roweckiego – 4-go Pułku Piechoty
- 9 Kajetanów – Nadleśnictwo "Puławy"
- 11 Żyrzyn – Oczyszczalnia
- 12 Kazimierz Dolny – Dworzec PKP Puławy Miasto
- 14 Włostowice – Zakłady Azotowe "Puławy" Brama nr. 3
- 15 Gołąb – Nadleśnictwo "Puławy"
- 16 Polesie – Składowa
- 17 Janowiec – Nadleśnictwo "Puławy"
- 18 MZK Puławy – Składowa
- 19 Włostowice – Zakłady Azotowe "Puławy" Dyrekcja
- 20 Zakłady Azotowe "Puławy" Dyrekcja – Kazimierz Dolny – Dworzec Autobusowy
- 21 MZK Puławy – Wola Osińska
- 22 Zakłady Azotowe "Puławy" – Chrząchów
- 23 Baza MZK – Skowieszyn
- 24 Baza MZK – Kazimierz Dolny
- 25 Kazimierz Dolny Szkoła – Witoszyn – Kazimierz Dolny Szkoła
- 26 Kazimierz Dolny Szkoła – Cholewianka – Kazimierz Dolny Szkoła
- 27 Góra Puławska Adamówka – Puławy Kolejowa
- 28 Składowa – Włostowice
- 31 Dęblin Dworzec PKP – Dęblin Krasickiego
- C Cmentarz Komunalny ul. Budowlanych – Włostowice (Kursuje w okresie 30.10-1.11)
- J1 Nasiłów – Janowiec
- J2 Baryczka – Janowiec
- K1 Chrząchów – Końskowola
- K2 Sielce – Końskowola
- K3 Stok – Końskowola
- K4 Baza MZK – Skowieszyn
- S7 Góra Puławska – Trzcianki – Góra Puławska

Linie od 1 do 28 są liniami zwykłymi, linia numer 31 jest linią kursującą w Dęblinie na zlecenie tamtejszego urzędu, linia C jest linią cmentarną, kursującą w okresie Dnia Wszystkich Świętych, zaś linie od J1 do S7 są liniami szkolnymi.

## Linie nieistniejące
1A
Linia realizowana do sierpnia 1996 roku na trasie Włostowice – Zakłady Azotowe; realizowana następnie przez linię 19.
5A
Linia na trasie Michałówka – Bronowice, z wybranymi kursami do Łęki i Kajetanowa. Jej funkcję przejęła linia nr 18 w sierpniu 1996, którą ostatecznie zlikwidowano w grudniu tego samego roku. Wszystkie kursy zostały później przejęte przez linię nr 5.
9
Linia funkcjonująca od sierpnia 1996 do grudnia 1996. Kursowała tylko w weekendy, zastępując linię 2 i 4 na trasie: Kolejowa – Słowackiego – Norwida – Partyzantów – Centralna – Piaskowa – Dęblińska – Budowlanych – ZA br. nr 3
11W
Linia obecnie realizowana przez nr 21.
16A
Linia funkcjonująca do sierpnia 1996 na trasie: Składowa – Słowackiego – Partyzantów – Centralna – Piłsudskiego – Góra Puławska – Klika – Pachnowola – Zarzecze – Dobrosławów – Leokadiów – Smogorzów. Przejęta przez linię 16.

## Szata graficzna rozkładów jazdy
Puławskie MZK często zmieniało szatę graficzną rozkładów. Do 1991 funkcjonowały żółte, metalowe tabliczki, na których odjazdy były wypisane ręcznie farbą olejną (kolor czarny – odjazdy codziennie, kolor czerwony – tylko w dni robocze). W roku 1991 wprowadzono czarno-białe rozkłady jazdy z układem tabelarycznym (istniały w dwóch wersjach). Miały one charakter zbiorczy. W kolumnach znajdowały się poszczególne godziny, w wierszach – linie. W sierpniu 1996 roku wprowadzono trójkolorowe oznaczenia (niebieski – codziennie, czarny – w dni robocze, czerwony – w dni wolne). Wersję tę udoskonalono we wrześniu 2001 roku. W listopadzie 2008 roku zrezygnowano z wersji tabelarycznej. Obecnie każda linia posiada indywidualne rozkłady jazdy z podziałem na dni robocze (podział na dni nauki szkolnej oraz ferie i wakacje), soboty i święta.

## Tabor[1]
| Model autobusu                                                 | W ekploatacji od                                               | przewóz osób na wózkach                                        | Liczba |
| -------------------------------------------------------------- | -------------------------------------------------------------- | -------------------------------------------------------------- | ------ |
| Autosan A8V                                                    | 2011                                                           | przewóz osób na wózkach                                        | 1      |
| MAN NL263 Lion's City                                          | 2015                                                           | przewóz osób na wózkach                                        | 2      |
| MAN NL293 Lion's City                                          | 2018                                                           | przewóz osób na wózkach                                        | 10     |
| MAN NL253-10,5 Lion's City M                                   | 2018                                                           | przewóz osób na wózkach                                        | 3      |
| Mercedes-Benz 516 CDI                                          | 2011                                                           | przewóz osób na wózkach                                        | 1      |
| Solaris Urbino 8,9 LE                                          | 2019                                                           | przewóz osób na wózkach                                        | 3      |
| Solaris Urbino 12                                              | 2015                                                           | przewóz osób na wózkach                                        | 1      |
| Solbus SM10                                                    | 2011                                                           | przewóz osób na wózkach                                        | 8      |
| Solbus SM12                                                    | 2011                                                           | przewóz osób na wózkach                                        | 12     |
| Wszystkie pojazdy                                              | Wszystkie pojazdy                                              | Wszystkie pojazdy                                              | 41     |
| Udział autobusów niskopodłogowych i niskowejściowych we flocie | Udział autobusów niskopodłogowych i niskowejściowych we flocie | Udział autobusów niskopodłogowych i niskowejściowych we flocie | 100%   |